# Magnetosfera de Júpiter
La magnetosfera de Júpiter es la cavidad creada en el viento solar por el campo magnético de Júpiter. Se extiende 7 millones de kilómetros en dirección del Sol y casi hasta la órbita de Saturno en la dirección opuesta (unos 750 000 000 km o unas 5 UA). Esta magnetosfera es más grande y poderosa que cualquier otra magnetosfera en el sistema solar, y también es la estructura continua conocida más grande solo después de la heliosfera. Más ancha y plana que la magnetosfera terrestre, la de Júpiter es mayor en magnitud y su momento magnético unas 18 000 veces superior. La existencia de esta magnetosfera se infirió tras observaciones de emisión de radio a finales de la década de 1950, y se observó directamente mediante la sonda Pioneer 10 en 1973.
El campo magnético joviano es generado por corrientes eléctricas que giran en la capa del hidrógeno metálico del planeta. Erupciones volcánicas en su satélite Ío expulsan grandes cantidades de dióxido de azufre hacia el espacio, formando un gran toroide alrededor del planeta. Las fuerzas del campo magnético joviano fuerzan al toroide a girar con la misma velocidad angular y dirección que la rotación del planeta. El toroide, en sí, carga el campo magnético con plasma, en el proceso, extendiéndola en una estructura llamada disco magnético. En efecto, la magnetosfera joviana es alimentada por plasma proveniente de su propia rotación, en vez de provenir del viento solar, como ocurre en la magnetosfera terrestre. Las fuertes corrientes en la magnetosfera generan auroras permanentes en las regiones polares de Júpiter, y las emisiones intensas de radio, como consecuencia, permiten que Júpiter pueda ser visto como un púlsar de radio bastante débil. Las auroras jovianas fueron observadas en casi todas las partes del espectro electromagnético, incluyendo la radiación infrarroja, ultravioleta, luz visible y rayos X.
La acción de la magnetosfera joviana atrae y acelera partículas, produciendo cinturones de radiación alrededor del planeta, semejantes a los cinturones de Van Allen, pero miles de veces más potentes. La interacción de las partículas energéticas con la superficie de los satélites jovianos afecta bastante las propiedades químicas y físicas de estos en cuestión. Estas mismas partículas también afectan y son afectadas por el movimiento de las partículas dentro del sistema de los anillos jovianos.

## Estructura
La magnetosfera de Júpiter es una estructura compleja que consiste de un arco de choque, magnetopausa, cola magnética, disco magnético y otros componentes. El campo magnético de Júpiter es creado a través de diversas fuentes, incluyéndose la circulación de fluidos en el interior del planeta, corrientes eléctricas en plasma alrededor de Júpiter y corrientes en los bordes de la magnetosfera del planeta. La magnetosfera está localizada dentro del plasma del viento solar, que posee, a su vez, el campo magnético interplanetario.

### Campo magnético
La mayor parte del campo magnético de Júpiter es generado, como en el caso del campo magnético terrestre, a través de una dinamo interna, apoyado por la circulación de fluido conductor en su núcleo externo. Sin embargo, mientras que el núcleo terrestre está hecho de hierro y níquel derretido, el núcleo jupiteriano está compuesto de hidrógeno metálico. Como en el caso del campo magnético terrestre, el campo magnético jupiteriano es ante todo dipolar, con polos magnético al norte y sur, al final de un único eje magnético. Sin embargo, en Júpiter, el polo norte del dipolo está localizado en el hemisferio norte del planeta, y el polo sur, en el hemisferio sur, en contraste con la Tierra, cuyo polo norte del dipolo se localizar en el hemisferio sur, y viceversa. El campo magnético jupiteriano también posee cuadrupolos, octupolos, y componentes más complejos, aunque estos tengan a penas un décimo de la fuerza del campo dipolar magnético jupiteriano.
El dipolo de Júpiter está localizado aproximadamente a 10° del eje de rotación del planeta, la inclinación es casi similar al de la Tierra (de 11,3°). La fuerza del campo ecuatorial es de cerca de 428 μT (4,28 G), que corresponde a un momento magnético de 1,53 x 1020 T·m³. Esto hace que del campo magnético de Júpiter diez veces más fuerte que el de la Tierra, y su momento magnético, cerca de 18 mil veces mayor. El campo magnético de Júpiter posee el mismo período de rotación que la región bajo su atmósfera, de 9 h 55 min. Ningún cambio en su fuerza o su estructura fueron observados desde que las primeras medidas fueron tomadas por las sondas Pioneer 10 y Pioneer 11 en la década de 1970.

### Tamaño y forma
Radio de Júpiter (Rj): 71 492 km

| Parámetro                                         | Júpiter      | Tierra |
| ------------------------------------------------- | ------------ | ------ |
| Radio (Rp, en km)                                 | 71 398       | 6 371  |
| Período de rotación (h)                           | 9,9          | 24     |
| Intensidad del campo magnético en el ecuador (μT) | 428          | 31     |
| Momento del dipolo (en unidades terrestres)       | 18 000       | 1      |
| Inclinación del dipolo magnético (en °)           | 10           | 11,3   |
| Distancia de la magnetopausa (Rp)                 | 50–100       | 8–10   |
| Potencia (en teravatios - TW -)                   | 100          | 1      |
| Densidad del viento solar (en cm−3)               | 0,4          | 10     |
| Intensidad del campo magnético solar (nT)         | 1            | 6      |
| Iones principales                                 | H+, On+, Sn+ | H+, O+ |

El campo magnético interno de Júpiter impide que el viento solar, una corriente de partículas ionizadas, interactúe directamente con la atmósfera jupiteriana, en lugar de esto, se desvía dicha corriente alrededor del planeta. Esto crea una cavidad dentro del viento solar, la magnetosfera, compuesta por plasma de diferente composición a la del propio viento solar. La magnetosfera jupiteriana es tan grande que el Sol y su corona cabrían fácilmente en su interior, e incluso dejarían espacio de sobra. Si una persona en la Tierra pudiese ver la magnetosfera jupiteriana en el cielo, esta tendría cinco veces el tamaño de la Luna llena, a pesar de localizarse cerca de 1700 veces más lejano que el propio satélite terrestre.
La frontera que separa el plasma del viento solar y que se ubica dentro de la magnetosfera jupiteriana (como en la terrestre) se denomina magnetopausa. La distancia entre la magnetopausa hasta el centro de Júpiter varía entre los cuarenta y cinco a cien Rj (suponiendo que 1 Rj, el radio de Júpiter, equivale a 71 492 km) en el punto subsolar —el punto (no fijo) de la superficie en la que el Sol parece estar exactamente encima. La posición de la magnetopausa depende de la presión ejercida por el viento solar, que de igual forma, depende de la actividad solar. Al frente de la magnetopausa (a una distancia de entre 80 a 130 Rj del centro jupiteriano) se localiza el arco de choque, una región de característica ondular causada por la colisión de partículas del viento solar con la magnetosfera jupiteriana. La región entre el arco del choque y la magnetopausa es conocida como «magnetosheath».
Del lado opuesto del planeta, el viento solar se extiende por las líneas del campo magnético de Júpiter, en la cola magnética, que por veces se extiende más allá de la órbita de Saturno. La estructura del cola magnética jupiteriano es similar al de la Tierra, consistiendo de dos polos, con el campo magnético en el polo sur apuntando en dirección a Júpiter, mientras que el campo magnético en el polo norte, en dirección opuesta al planeta. Los polos son separados por una capa fina de plasma, llamada «corriente de cola magnética». Tal y como en la Tierra, el cola magnética de Júpiter es un canal en el cual el plasma solar entra en las regiones interiores de la magnetosfera, donde se calienta, y forma los cinturones radiactivos, a distancia no mayores de 10 Rj en Júpiter.
La forma de la magnetosfera jupiteriana descrita arriba es mantenida por una corriente neutra (también llamada corriente de cola magnética), que circula con la rotación jupiteriana a través del rabo de plasma; corrientes de plasma, que circulan contra la rotación jupiteriana en la parte exterior del cola magnética; y las corrientes de la magnetopausa (o corrientes de Chapman-Ferraro), que circulan contra la rotación en la parte diurna de la magnetosfera. Estas corrientes crean el campo magnético que cancela el campo magnético interior fuera de la magnetosfera, e interactúa mucho con el viento solar.
La magnetosfera de Júpiter es tradicionalmente dividida en tres partes: interior, mediana y exterior. La parte interior de la magnetosfera se localiza a distancias menores de 10 Rj respecto al planeta. El campo magnético en esta región permanece aproximadamente dipolar, a causa de que las contribuciones de las corrientes en circulación del plasma magnetosférico ecuatorial son pequeñas. En la región media de la magnetosfera, entre diez y cuarenta Rj, y en la región exterior de esta, más allá de los 40 Rj el campo magnético no es un dipolo, y se ve seriamente afectado por su interacción con las corrientes de plasma.

### El papel de Ío

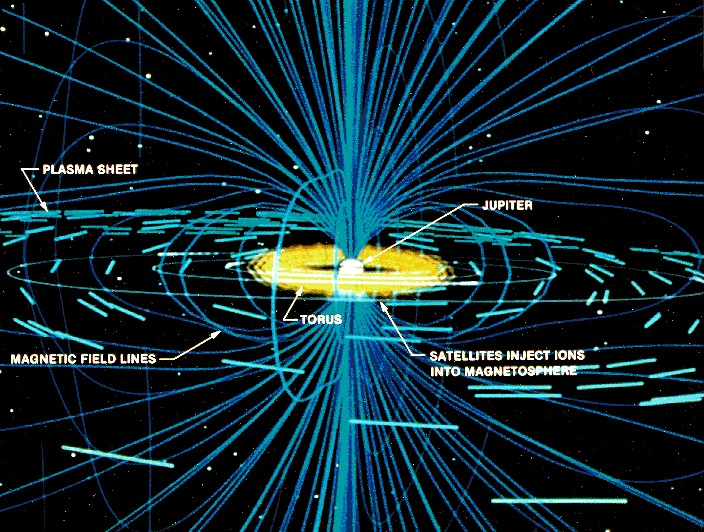
La interacción de Ío con la magnetosfera de Júpiter. El toroide de plasma es amarillo.

Aunque, generalmente, la forma de la magnetosfera de Júpiter se asemeja a la de la Tierra, cerca del planeta su estructura es muy diferente. La volcanicamente activa luna de Júpiter, Ío, es una gran fuente de plasma en sí misma, y carga la magnetosfera de Júpiter con hasta 1000 kg de material por segundo. Las fuertes erupciones volcánicas en Ío emiten altas cantidades de dióxido sulfúrico, gran parte de las cuales, se disocian en átomos e ionizan por la radiación solar (UV), produciendo iones de azufre y oxígeno: S+, O+, S2+ y O2+. Estos iones escapan de la atmósfera del satélite y forman su toroide de plasma: un anillo grueso y relativamente frío del plasma que rodea Júpiter, situado cerca de la órbita de Ío. La temperatura del plasma en el toroide es de entre 10 - 100 eV , que es mucho menor que la de las partículas de los anillos de radiación: 10 keV. El plasma en el toroide es forzado a la corrotación con Júpiter, por lo que ambos comparten el mismo periodo rotatorio. El toroide de Ío altera radicalmente la dinámica de Júpiter.
Como resultado de varios procesos — difusión e intercambio de inestabilidad como principales mecanismos de escape — el plasma escapa lentamente hacia Júpiter. A medida que el plasma se aleja del planeta, las corrientes radiales que fluyen dentro de él incrementan gradualmente su velocidad manteniendo la corrotación. Estas corrientes radiales son también la fuente del componente acimutal de los campos magnéticos, que se doblan hacia atrás en dirección opuesta a la de la propia rotación. La densidad particular del plasma disminuye en el toroide de aproximadamente 2000 cm-3 a 0,2 cm-3 a una distancia de 35 Rj . A la mitad de la magnetosfera, a distancias superiores a 10 Rj de Júpiter, la corrotación se descompone y el plasma comienza a rotar más lentamente que el planeta. Eventualmente, a distancias mayores de 40 Rj (en la magnetosfera externa), el plasma escapa completamente del campo magnético y deja la magnetosfera por la cola magnética. A medida que el plasma frío y denso sale al exterior, es reemplazado por el plasma caliente de baja densidad procedente de la magnetosfera externa. Este plasma, se calienta adiabáticamente a medida que se acerca a Júpiter, formando los anillos radiactivos en la magnetosfera interna de Júpiter.

### El magnetodisco
Mientras que la magnetosfera de la Tierra tiene forma de lágrima, la de Júpiter es más aplanada, similar a un disco, y se «tambalea» periódicamente a través de su eje. Las razones principales para la configuración en forma de disco son la fuerza centrífuga procedente de la corrotación del plasma y la presión térmica del plasma caliente, los cuales ayudan a estirar las líneas del campo magnético formando una estructura similar a una torta aplanada, conocida como magnetodisco, a distancias mayores a 20j del planeta. El magnetodisco tiene una lámina delgada de corrientes en el plano medio, aproximadamente cerca de su ecuador magnético. Las líneas del campo magnético apuntan en dirección contraria de Júpiter sobre esta lámina y a Júpiter bajo ella. La carga plasmática de Ío amplia enormemente el tamaño de la magnetosfera de Júpiter porque el magnetodisco crea una presión interna que equilibra la presión ejercida por el viento solar. En ausencia de Ío, la distancia del planeta a la magnetopausa en el punto subsolar, sería de no más de 42 Rj de media, mientras que en realidad es de 75 Rj.
La configuración del campo del magnetodisco se mantiene por el anillo de corriente acimutal (no es un anillo de corriente análogo al de la tierra), que fluye con la rotación a través de la lámina de plasma ecuatorial. La fuerza de Lorentz resultante de la interacción de esta corriente con el campo magnético planetario crea una fuerza centrípeta, que evita que el plasma en corrotación escape del planeta. La corriente total del anillo en la lámina de corriente ecuatorial se estima en 90–160 millones de amperios.

## Dinámica

### Corrotación y corrientes radiales

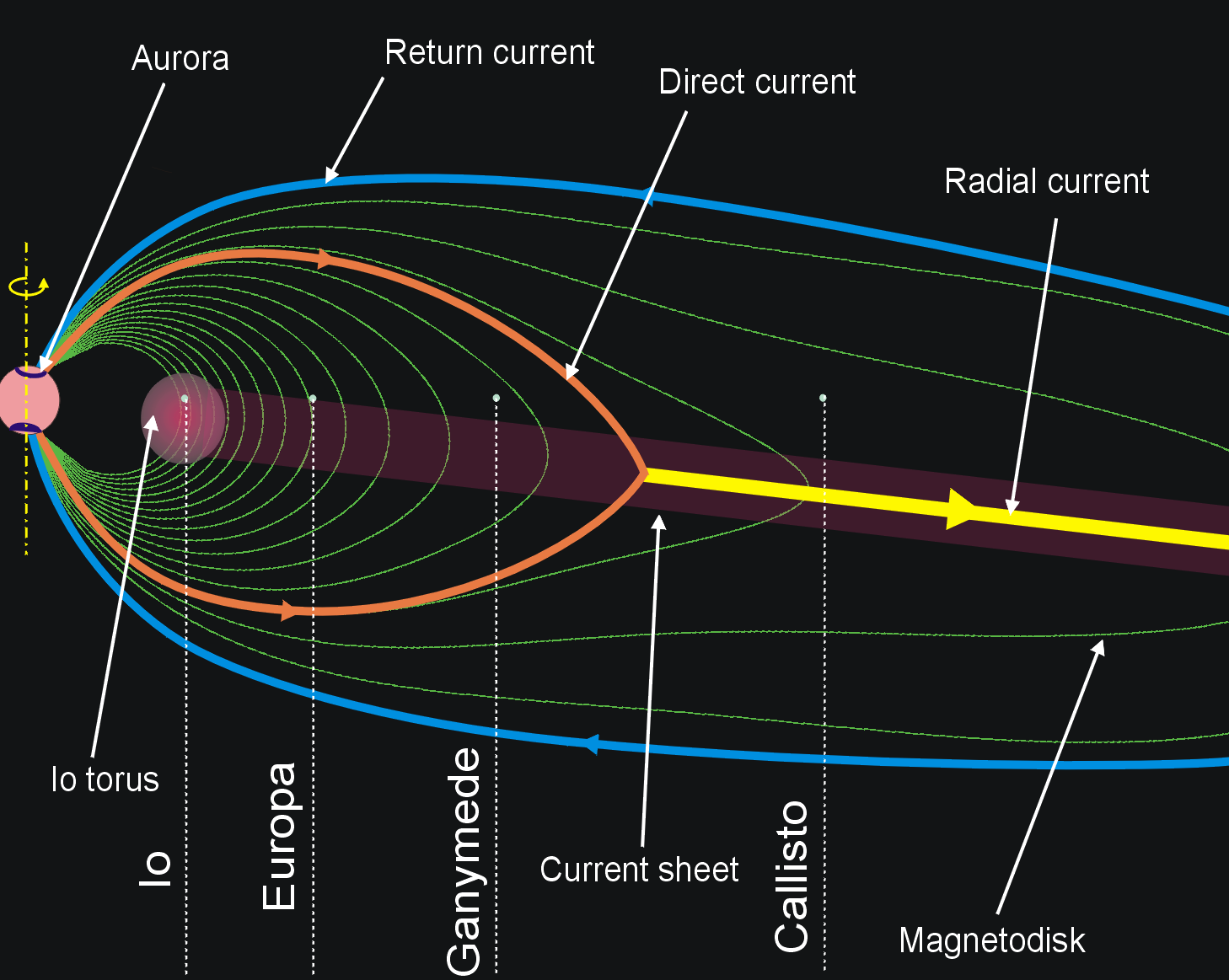
El campo magnético de Júpiter y las corrientes que mantienen la corrotación del plasma.

El principal motor de la magnetosfera de Júpiter es su propia rotación. Júpiter puede ser comparado con un motor homopolar. Cuando Júpiter gira alrededor de sí mismo, su ionosfera se mueve en relación con el campo magnético dipolar del planeta. Puesto que el momento magnético dipolar apunta en dirección de la rotación, la fuerza de Lorentz, que es generada como resultado de este movimiento, hace que los electrones se muevan en dirección a los polos, mientras que los cationes son expulsados en dirección al ecuador. Como resultado, los polos adquieren una carga negativa, en tanto las regiones próximas al ecuador, adquieren una carga positiva. Dado que la magnetosfera de Júpiter se encuentra cargada con plasma altamente conductivo, el circuito eléctrico se cierra. Una corriente eléctrica, denominada de corriente continua circula a lo largo de los bordes del campo magnético, de la ionosfera a la lámina de plasma ecuatorial. Esta corriente entonces circula radialmente, en dirección opuesta al planeta, dentro de los propios límites del plasma ecuatorial y finalmente regresa a la ionosfera planetaria desde las regiones externas de la magnetosfera, siguiendo las líneas de campo que conectan con los polos. Las corrientes que ocurren a lo largo de las líneas del campo son generalmente llamadas corrientes de Birkeland, o alineadas con el campo. Las corrientes radiales interactúan con el campo magnético planetario, y las fuerzas de Lorentz que aparece como resultado aceleran el plasma magnetosférico en dirección de la rotación planetaria. Este es el principal mecanismo que mantiene la corrotación del plasma en la magnetosfera jupiteriana.
La corriente circulando desde la ionosfera hasta los lámina de plasma es especialmente fuerte cuando la parte correspondiente de esta última rota más lentamente que el planeta. Tal y como se mencionó anteriormente, la corrotación comienza a desaparecer en la región localizada entre los 20 y 40 Rj de Júpiter. Esta región corresponde al disco magnético, en la que el campo magnético es muy «estirado». La fuerte corriente directa circulando en el disco magnético se origina entre los 16 ± 1° de latitud de los polos magnéticos de Júpiter. Estas regiones circulares corresponden a las principales auroras ovaladas de Júpiter. La corriente que envuelve la región exterior de la magnetosfera, más allá de los 50 Rj, entra en la ionosfera jupiteriana cerca de los polos, cerrando el circuito eléctrico. Se estima que el total de la corriente radial en la magnetosfera jupiteriana se encuentra alrededor de los 60–140 millones de amperios.
La aceleración del plasma —de modo que este sea obligado a entrar en corrotación con el planeta— conduce a la transferencia de energía desde la rotación jupiteriana hacia la energía cinética del plasma. En este sentido, representa el mecanismo que mantiene la magnetosfera de Júpiter y la rotación de la última, en tanto que la magnestofera terrestre es alimentada principalmente por el viento solar.

### Inestabilidad de intercambio y reconexión
El principal problema encontrado en el estudio de la dinámica de la magnetosfera jupiteriana es el transporte de plasma denso y frío del toroide de Ío alrededor de 6 Rj hacia la región externa de la magnetosfera jupiteriana, a distancias superiores de 50 Rj. El mecanismo preciso que alimenta este proceso no es conocido, sin embargo, se especula que ocurre a través del resultado de la difusión del plasma debido a la inestabilidad de intercambio. Este proceso es similar a la inestabilidad de Rayleigh-Taylor en la hidrodinámica. En el caso de la magnetosfera jupiteriana, la fuerza centrífuga posee el papel de la gravedad; el líquido pesado es el plasma frío y denso de Ío; y el líquido ligero es el plasma de menor densidad y mayor temperatura que llega desde la magnetosfera exterior. La inestabilidad origina el intercambio entre las partes exteriores e interiores de la magnetosfera, a través de los tubos de flujo, cargados con plasma. Los tubos vacíos se mueven en dirección al planeta, y empujan a los tubos pesados, cargados con plasma de Ío, en dirección opuesta a Júpiter. El intercambio de tubos de flujo es una forma de turbulencia magnetosférica.

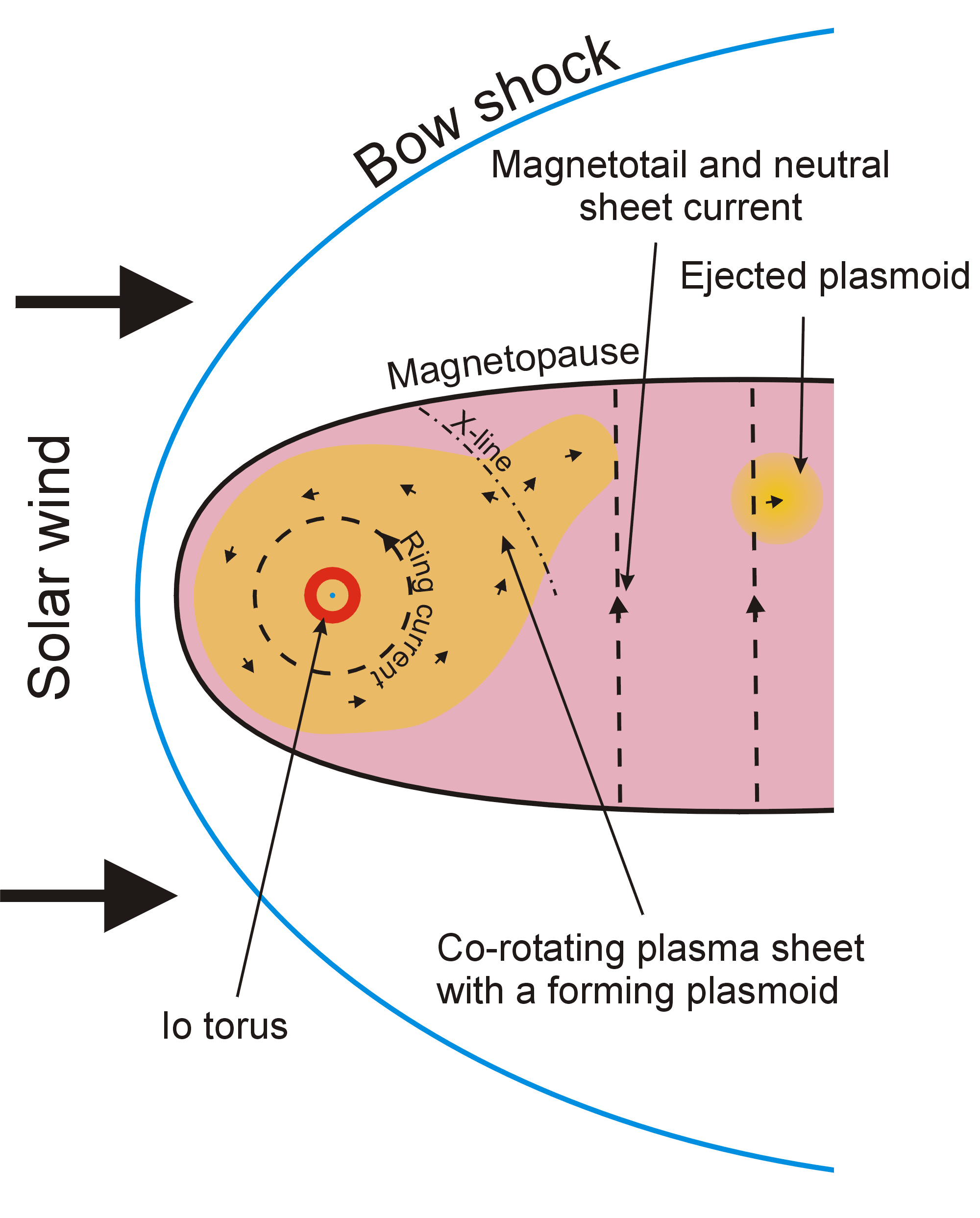
La magnetosfera de Júpiter vista encima del polo norte.

Esta hipótesis fue parcialmente confirmada por la sonda espacial Galileo, que detectó regiones en las cuales la densidad de plasma es drásticamente menor, y en la cual la fuerza del campo magnético es mayor, en la región interna de la magnetosfera. Estas regiones pueden corresponder a los tubos prácticamente vacíos que provienen de la región externa de la magnetosfera. En la región media de la magnetosfera, Galileo detectó los llamados «eventos de inyección», que ocurren cuando el plasma caliente de la región externa de la magnetosfera penetra de repente en el disco magnético, produciendo un aumento del flujo de partículas energizadas y del campo magnético. Es todavía desconocido el mecanismo que puede explicar el transporte de plasma frío en dirección opuesta al planeta.
Cuando los tubos de flujo cargados con plasma frío de Ío alcanzan la región externa de la magnetosfera, estos pasan por un proceso de reconexión, que separa el campo magnético del plasma. El primero regresa a la región interna de la magnetosfera, como tubos de flujo cargados con plasma caliente y menos denso, mientras que el último es probablemente expulsado en el cola magnética, como «plasmoide». Los procesos de reconexión pueden corresponder a la reconfiguración global de eventos que fueron observados por Galileo, los cuales tienen un periodo de ocurrencia de dos o tres días. Dichos eventos de reconfiguración generalmente incluyen variaciones rápidas y caóticas de la fuerza y la dirección del campo magnético, así como cambios bruscos en el movimiento del plasma, cuya corrotación muchas veces paraba mientras que el plasma comenzaba a correr en la dirección opuesta al planeta. Estos vientos fueron observados primariamente en las regiones de amanecer de la magnetosfera. Dicho plasma circulando hasta el final del rabo en las líneas de campo que todavía no han sido cerradas forma el llamado viento planetario.
Los eventos de reconexión son análogos a las sub-tempestades magnéticas que ocurren en la magnetosfera terrestre. La diferencia entre ambas es la fuente de energía: las sub-tempestades terrestres involucran el almacenaje de la energía del viento solar en el cola magnética terrestre, seguido de su escape vía un evento de reconexión en la lámina de corriente neutra del rabo —seguida por su escape vía plasmoides, como en el caso de la magnetosfera jupiteriana—. Sin embargo, en Júpiter la energía rotacional es almacenada en el disco magnético, y liberada de este mismo cuando un plasmoide se separa.

### Influencia del viento solar
Mientras que la dinámica de la magnetosfera jupiteriana depende principalmente de las fuentes internas de energía, el viento solar probablemente posee un papel distinto, actuando como una fuente de protones de alta energía. La estructura de la región externa de la magnetosfera muestra algunas características típicas de una magnetosfera alimentada por el viento solar, incluyendo la asimetría entre los sectores del amanecer y atardecer. Aunado a esto, la magnetosfera, en el sector de salida del sol, contiene líneas de campo abiertas, las cuales se conectan con el cola magnética, mientras que en el sector de la puesta del sol, las líneas de campo están cerradas. Dichas observaciones indican la posible presencia de un proceso de reconexión alimentado por el viento solar en la magnetosfera jupiteriana, denominado ciclo de Dungey.
La extensión de la influencia del viento solar en la dinámica de la magnetosfera jupiteriana es, hasta el momento, desconocida. Sin embargo, la influencia puede ser especialmente alta cuando haya elevada actividad solar. Emisiones de radio,luz visible y rayos X provenientes de las auroras jupiterianas, y las emisiones sincrotrón de los cinturones de radiación, demuestran que el viento solar puede jugar un papel importante en la circulación de plasma o en la modulación de los procesos internos de la magnetosfera de Júpiter.

## Emisiones

### Auroras

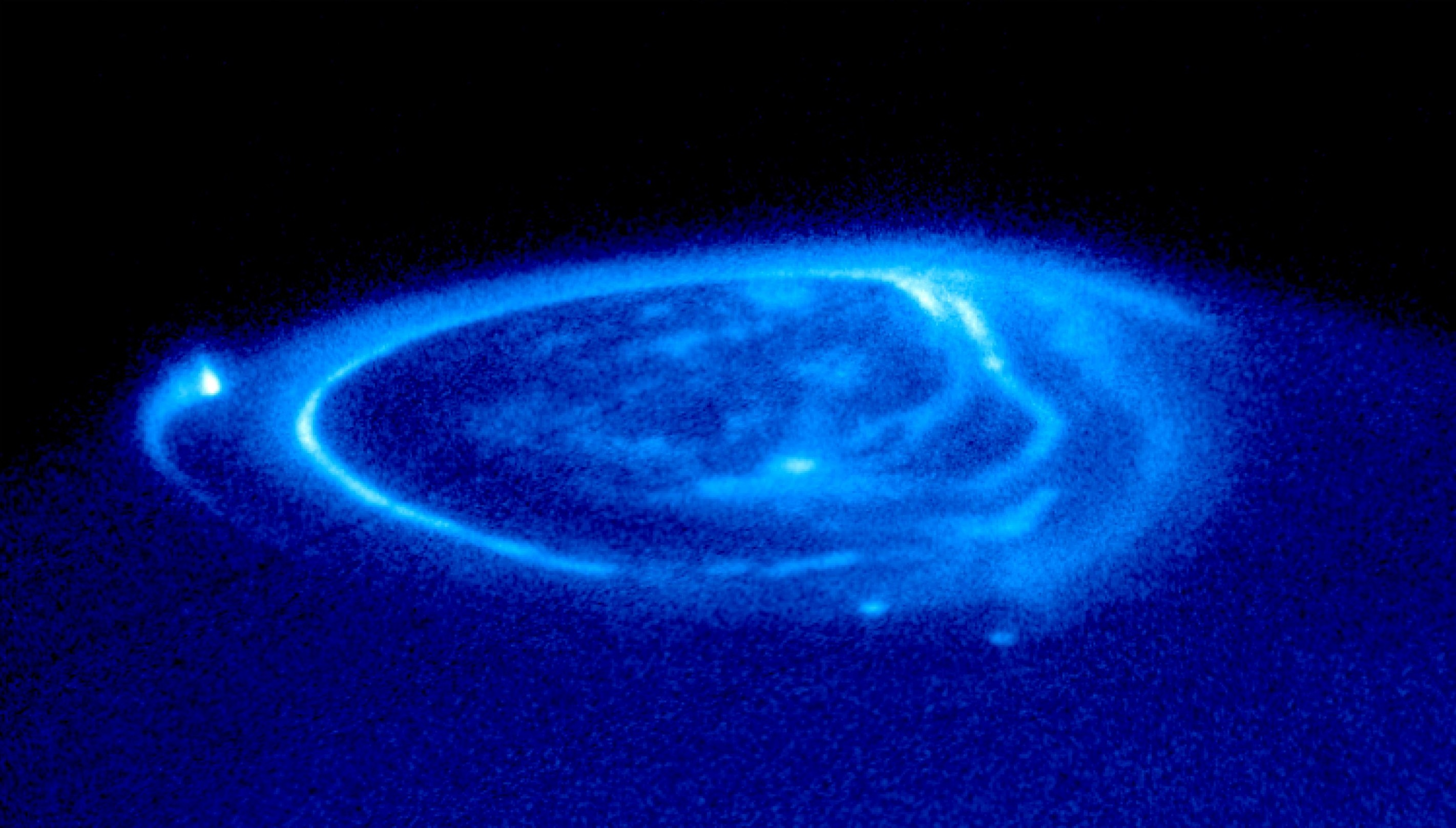
Aurora en Júpiter, captada por el Hubble en 2000. Las rayas brillantes y los puntos son causados por la conexión de tubos de flujo magnético de Júpiter con sus lunas más grandes.

Júpiter posee auroras persistentes y brillantes en ambos polos. A diferencia de las auroras terrestres, que son transitorias y ocurren solo en tiempos de alta actividad solar, las auroras de Júpiter son permanentes, aunque su intensidad varía de día a día. Las auroras se encuentran compuestas por tres componentes principales: los óvalos principales, que poseen características circulares, brillantes y estrechas (con menos de un millar de kilómetros de espesor) localizados aproximadamente a 16° de los polos magnéticos; las manchas aurorales de los satélites, que corresponden a la sombra de las líneas de campo magnético que conectan sus ionosferas con la ionosfera de Júpiter, y emisiones transitorias polares en el óvalo principal. Las emisiones aurorales fueron detectadas en casi todas las regiones del espectro electromagnético, desde ondas de radio hasta rayos X (de hasta 3 keV), pero las emisiones son más brillantes en el infrarrojo (con una longitud de onda entre 3–4 μm y 7–14 μm) y en el ultravioleta lejano (80–180 nm).
Los óvalos principales forman la parte dominante de las auroras jupiterianas. Estas se caracterizan por poseer formas y localizaciones estables, pero sus intensidades se ven fuertemente moduladas por la presión del viento solar —cuanto mayor sea la presión, las auroras son más débiles. Tal y como se mencionó anteriormente, el óvalo principal es mantenido por el fuerte flujo de electrones acelerados por la caída del potencial eléctrico entre el plasma del disco magnético y la ionosfera jupiteriana. Estos electrones poseen corrientes alineadas con el campo, que mantienen el plasma en corrotación con el disco magnético. Las caídas de potencial eléctrico se producen a causa de que el escaso plasma fuera de la lámina ecuatorial puede acarrear apenas una corriente de fuerza limitada sin dar lugar a inestabilidades y producir caídas del potencial. Los electrones en precipitación poseen energía entre 10 y 100 keV, y penetran profundamente en la atmósfera de Júpiter, donde ionizan y excitan el hidrógeno molecular, causando la emisión de rayos ultravioleta. El total de energía aportada así a la ionosfera es de entre 10 y 100 TW. Por otra parte, las corrientes dentro de la ionosfera la calientan mediante un proceso denominado calentamiento Joule. Este calentamiento, que produce hasta 300 TW de potencia, es responsable de la fuerte radiación infrarroja en la aurora de Júpiter, y en parte responsable del calentamiento de la termosfera del planeta.
Se han encontrado también manchas aurorales correspondientes a los satélites galileanos Ío, Europa y Ganímedes. Estas manchas se forman porque el plasma en corrotación con el planeta se frena en las inmediaciones de los satélites. La mancha más brillante pertenece a Ío, que es la principal fuente de plasma de la magnetosfera. Se atribuye que la mancha auroral de Ío es causada por las corrientes de Alfvén que circulan entre las ionosferas de Júpiter y de Ío. La manchas de Europa es mucho más débil, debido a que este satélite proporciona a la magnetosfera de Júpiter una cantidad de plasma insignificante, proveniente de la sublimación de vapor de agua en sus superficies, y a que tiene una atmósfera mucho más débil. Ganímedes por su parte tiene campo magnético y magnetosfera propias, por lo que la interacción entre su magnetosfera y la de Júpiter produce corrientes por reconexión magnética. La mancha asociada a Calisto probablemente sea similar a la de Europa, pero solo ha sido observada una vez (a fecha de junio de 2019). Debido a que la posición de Calisto en la magnetosfera coincide con la región donde se genera el óvalo principal, su detección es complicada.
Arcos y manchas brillantes aparecen esporádicamente dentro de los óvales principales. Se especula que la causa de estos fenómenos transitorios está relacionado con la interacción con el viento solar o con la dinámica de la magnetosfera externa. Asimismo, se piensa que las líneas del campo magnético en esta región están abiertas, o que se corresponden con el cola magnética. Los óvalos secundarios que se observan a veces dentro del óvalo principal pueden estar relacionados con la frontera entre las líneas del campo magnético abiertas y cerradas, o con las cúspides polares. Las emisiones de las auroras polares son similares a aquellas observadas en los polos terrestres: ambas aparecen cuando los electrones son acelerados en dirección al planeta por caídas en el potencial eléctrico, durante la reconexión del campo magnético solar con la del planeta. Las regiones dentro de las principales óvalos emiten la mayor parte de los rayos X emitidos por las auroras. El espectro de los rayos X consiste en líneas de espectro de oxígeno y azufre altamente ionizados, que probablemente aparecen cuando los iones energéticos de azufre y oxígeno (de cientos de kiloelectronvoltios) se precipitan en la atmósfera polar de Júpiter. La fuente de esta precipitación es todavía desconocida.

### Júpiter como púlsar
| Emisión                       | Júpiter   | Mancha de Ío      |
| ----------------------------- | --------- | ----------------- |
| Radio (KOM, <0,3 MHz)         | ~1 GW     | ?                 |
| Radio (HOM, 0,3–3 MHz)        | ~10 GW    | ?                 |
| Radio (DAM, 3–40 MHz)         | ~100 GW   | 0,1–1 GW (Ío-DAM) |
| IR (hidrocarbonetos, 7–14 μm) | ~40 TW    | 30–100 GW         |
| IR (H3+, 3–4 μm)              | 4–8 TW    | 30–100 GW         |
| Visible (0,385–1 μm)          | 10–100 GW | 0,3 GW            |
| UV (80–180 nm)                | 2–10 TW   | ~50 GW            |
| Rayos X (0,1–3 keV)           | 1–4 GW    | ?                 |

Júpiter es una poderosa fuente de ondas de radio, cuya frecuencia varía entre algunos kHz hasta decenas de MHz. Las ondas de radio con frecuencias menores de 0,3 MHz (y, en consecuencia, con una longitud de onda mayor de un kilómetro) son llamadas de «radiación jupiteriana kilométrica», o KOM. Aquellas con una frecuencia entre 0,3 y 3 MHz (con una longitud de onda entre los cien y mil metros) son denominadas de «radiación hectométrica», o HOM, en tanto que aquellas entre 3 y 40 MHz (con longitudes de entre diez y cien metros) son nombradas de «radiación decamétrica», o DAM. Esa última fue la primera en ser observada desde la Tierra, y su periodicidad de diez horas facilitó su identificación como originda en Júpiter. La parte más fuerte de las ediciones decamétricas son llamadas de Ío-DAM, puesto que se encuentran relacionadas con Ío y el sistema Ío-Júpiter.
Se piensa que la mayoría de estas emisiones son causadas a través del mecanismo de inestabilidad ciclotrónica del máser, que ocurre en las regiones más próximas a las auroras, donde los electrones van y vienen entre los polos. Los electrones, que están implicados en la generación de ondas de radio, cargan corrientes de los polos del planeta hasta el disco magnético. La intensidad de las emisiones de radio de Júpiter generalmente varía de forma sutil con el tiempo; pero, el planeta emite periódicamente eisiones de radio de corta duración mucho más fuertes (emisiones de rayos S), que pueden superar en brillo todos los demás componentes. La potencia total de las emisiones DAM es de cerca de 100 GW, mientras que la de los componentes HOM y KOM es de cerca de 10 GW en conjunto. En comparación, la potencia total de las emisiones de radio de la Tierra es de cerca de 0,1 GW.
De hecho, las emisiones de radio y partículas de Júpiter son fuertemente moduladas por su rotación, que hacen al planeta semejante, en cierta manera, a un púlsar. Esta modulación periódica está posiblemente relacionada con las asimetrías existentes en la magnetosfera jupiteriana, que son causadas por la inclinación axial del momento magnético con respecto al eje de rotación, así como a una anomalía magnética a alta latitud en el hemisferio Norte. Las leyes de la física que gobiernan las emisiones de radio en Júpiter son similares a aquellas en los púlsares de radio. Difieren apenas en escala, por lo que el planeta puede ser considerado como un púlsar de radio muy pequeño. Además, las emisiones de radio de Júpiter son muy dependientes de la presión del viento solar, y por lo tanto, de la actividad solar.
Además de la radiación de longitud de onda larga, Júpiter también emite radiación sincrotrón (denominada radiación decimétrica de Júpiter, o radiación DIM), con frecuencias entre 0,1 a 15 GHz (y una longitud de onda de 3 m a 2 cm), lo que es la radiación Bremsstrahlung de electrones relativísticos dentro de los cinturones radiactivos del planeta. La energía de los electrones que contribuyen a las emisiones DIM varían entre 0,1 y 100 MeV, mientras que la contribución principal proviene de los electrones con energía entre 1 y 20 MeV. Esta radiación se entiende bien, y fue usada desde la década de 1960 para analizar la estructura del campo magnético y de los cinturones de radiación del planeta. Las partículas en los cinturones de radiación se originan en la región externa de la magnetosfera, y adquieren una aceleración adiabáticamente, cuando son transportados hacia la región interna de la magnetosfera. En cualquier caso, esto requiere una población de electrones de energías moderadamente altas (>> 1 keV) cuyo origen no es bien comprendido.
La magnetosfera de Júpiter expulsa corrientes de electrones de alta energía e iones (con energía de hasta decenas de megaelectronvoltios), que pueden viajar hasta la órbita de la Tierra. Estas radiaciones son altamente colimadas, y varían con el período de rotación del planeta, tal y como en el caso de las emisiones de radio. En este caso, Júpiter también actúa de modo similar a un púlsar.

## Interacción con los anillos y satélites
La extensa magnetosfera de Júpiter envuelve su sistema de anillos y las órbitas de los cuatro satélites galileanos. Orbitando próximo al ecuador magnético, estos cuerpos sirven con fuentes y pozos de plasma magnetosférico, en tanto que las partículas energéticas de la magnetosfera interactúan con estas superficies. Dichas partículas pulverizan material de las superficies de los satélites y de los anillos, así como alteran las propiedades de estos cuerpos. El plasma de corrotación con el plasma hace que el plasma interactúe principalmente con los hemisferios posteriores (es decir, apunta en la dirección opuesta a la dirección de sus respectivas órbitas), causando una notable asimetría hemisférica. En contraste con ello, el propio campo magnético interno de los satélites contribuye al campo magnético jupiteriano.
Cercanos a Júpiter, los anillos planetarios y los pequeños satélites (del Grupo de Amaltea) absorben partículas de alta energía (con más de 10 keV) de los cinturones de radioactividad. Esto crea varios vacíos notables entre los cinturones de radioactividad, afectando las emisiones de radiación sincrotrón decimétricas. De hecho, la existencia de los anillos de Júpiter fue hipotética (antes de su descubrimiento) a través de la sonda Pioneer 11, que detectó una caída drástica en el número de iones de alta energía próximos al planeta. El campo magnético planetario influencia fuertemente el movimiento de las partículas submicrónicas que componen los anillos, que adquieren una carga eléctrica por la influencia de la radiación solar ultravioleta. Este comportamiento es similar al de los iones en corrotación. Se acredita que la interacción entre la corrotación y el movimiento orbital sea el responsable de la creación de un halo de anillo, el más próximo al planeta localizado entre 1,4 y 1,71 Rj, consistiendo de partículas submicrónicas en órbitas altamente inclinadas y excéntricas. Sin embargo, las partículas que se originan en el anillo principal, cuando los movimientos son en dirección a Júpiter, sus órbitas son modificadas por la fuente resonancia 3:2 de Lorentz, localizada a 1,71 Rj, lo que aumenta la inclinación y la excentricidad de sus órbitas. La otra resonancia 2:1 de Lorentz, localizada a 1,41 Rj, define el límite interior del anillo de halo.
Todos los satélites galileanos poseen atmósferas tenues con una presión de superficie entre los 0,01 y 1 nBar, que a su vez, proporcionan ionosferas substanciales, con densidad de electrones entre 1 000 y 10 000 cm−3. El plasma magnetosférico frío en corrotación es parcialmente desviado a su vez de los satélites por las corrientes inducidas en sus ionosferas, creando estructuras llamadas «alas de Alfvén». La interacción de los grandes satélites con el plasma en corrotación es similar a la interacción del viento solar con los planetas no magnetizados, tales como Venus, aunque la velocidad del plasma en corrotación es, por lo general, subsónico (con velocidades entre 74 y 328 km/s), lo que impide la formación de un arco de choque. La presión del plasma continuamente remueve gases de la atmósfera de los satélites (especialmente el de Ío), y algunos de estos átomos son ionizados e interpuestos en la misma corrotación. Este proceso crea gas y toros de plasma en los límites de las órbitas de los satélites, siendo el mismo toro de Ío el de mayor tamaño. En efecto, los satélites galileanos, en especial, Ío, actúan como las principales fuentes de plasma de las regiones interiores y medianas de la magnetosfera de Júpiter. Aunado a ello, las partículas altamente energéticas no se ven afectadas por las alas de Alfvén, y poseen acceso libre a las superficies de los satélites galileanos, con excepción de Ganímedes.
Los satélites galileanos de hielo, Europa, Ganímedes y Calisto, generan momentos magnéticos inducidos en respuesta al cambio del campo magnético jupiteriano. Dicha variación en el momento magnético origina campos magnéticos dipolares alrededor de estos satélites, para compensar los cambios en el entorno. Se cree que esta inducción ocurre en los océanos de agua salada (es alta la probabilidad que existan en los tres satélites galileanos antes mencionados) bajo la superficie de hielo de los satélites. Asimismo, hay una alta probabilidad de que estos océanos puedan albergar vida, y la evidencia de los océanos fue uno de los descubrimientos más importantes hechos por la sonda Galileo en la década de 1990.
La interacción de la magnetosfera de Júpiter con Ganímedes, que posee un momento magnético intrínseco, difiere de la interacción de la magnetosfera jupiteriana con los otros satélites, no magnetizados. El campo magnético de este satélite crea una cavidad dentro de la magnetosfera jupiteriana, con un diámetro cerca del doble de Ganímedes, dando origen a una pequeña magnetosfera jupiteriana. El campo magnético de Ganímedes desvía el plasma en corrotación alrededor de la magnetosfera de Ganímedes. La magnetosfera del satélite también protege las regiones ecuatoriales del satélite, región en la cual las líneas del campo magnético de Ganímedes están cerradas de partículas energéticas. Estas últimas, sin embargo, todavía pueden llegar a las regiones polares libres del satélite, donde las líneas del campo magnético se encuentran abiertas. Algunas de las partículas energéticas son capturadas cerca del ecuador de Ganímedes, creando pequeños cinturones de radioactividad alrededor del satélite. Los electrones energéticos que penetran en la tenue atmósfera del satélite son responsables de las auroras polares en Ganímedes.
Las partículas cargadas poseen una influencia considerable en las propiedades de la superficie de los satélites galileanos. El plasma que proviene de Ío remueve iones de azufre y sodio a lo largo del planeta, en el cual estos iones son implantados principalmente en los hemisferios posteriores de Europa y Ganímedes. Sin embargo, en Calisto, por razones desconocidas, el azufre está concentrado en el hemisferio anterior. El mismo plasma puede causar otras diferencias entre los hemisferios posteriores y anteriores de los satélites galileanos —en el cual, los hemisferios posteriores (con excepción de Calisto) son más oscuros que en los hemisferios anteriores, indicando que los primeros fueron alterados por el plasma de la magnetosfera. Iones y electrones energéticos, con el flujo de los primeros siendo más isotrópicos, bombardean el hielo, pulverizando átomos y moléculas, causando radiólisis de agua y otros compuestos químicos. En caso de que moléculas orgánicas estén presentes, también puede producirse dióxido de carbono, metanol y ácido carbónico. En presencia de azufre, los probables compuestos químicos producidos incluyen dióxido de azufre, disulfato de hidrógeno y ácido sulfúrico. Los oxidantes producidos vía radiólisis, como oxígeno y ozono, pueden estar capturados dentro del hielo, y transportados dentro de los océanos, sirviendo entonces como fuente de energía para la posible vida.

## Descubrimiento y exploración

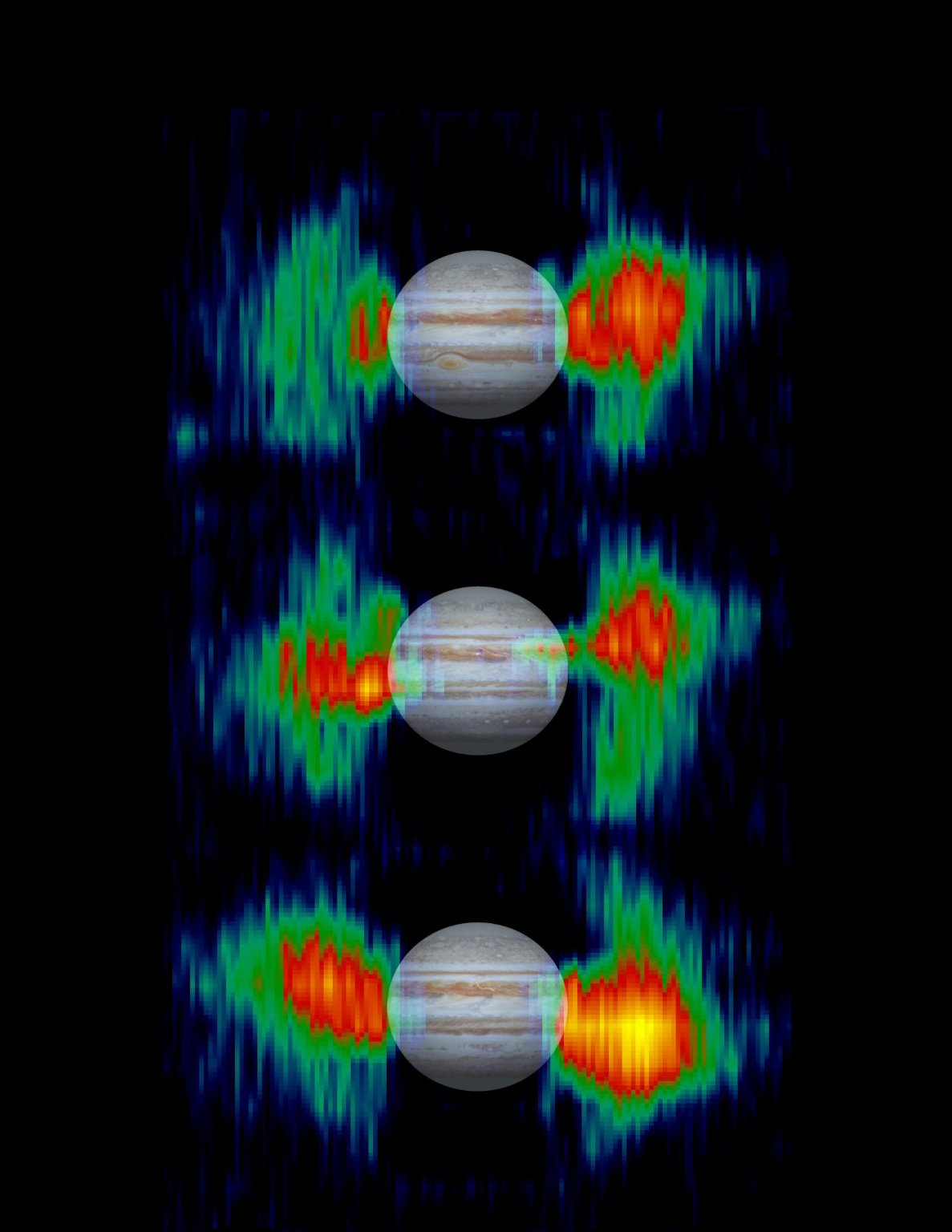
Recreación de los cinturones de radioactividad de Júpiter.

Las primeras evidencias indicando la existencia del campo magnético de Júpiter aparecieron en 1955, con el descubrimiento de emisiones decamétricas de radio (DAM) provenientes de Júpiter. Como el espectro de DAM se extendía hasta 40 MHz, los astrónomos concluyeron que Júpiter tenía que poseer un campo magnético de cerca de un milésimo de tesla, o 10 gauss. En 1955, observaciones en microoondas de parte del espectro electromagnético llevaron al descubrimiento de la radiación decimétrica (DIM), y que se trataba de la radiación sincrotrónica emitida por los electrones relativísticos capturados dentro de los cinturones de radioactividad de Júpiter. Dichas emisiones de radiación sincrotrónica fueron utilizadas para estimar el número y la energía de los electrones alrededor de Júpiter, dando origen a estimaciones más precisas del momento magnético y su inclinación. En 1973, el momento magnético jupiteriano ya era conocido dentro de un factor o dos, mientras que su inclinación había sido correctamente estimada en cerca de 10°. La modulación de la radiación DAM por Ío (denominada Ío-DAM) fue descubierta en 1964, permitiendo que el período de rotación de Júpiter también fuese determinado. El campo magnético y la magnetosfera jupiteriana fueron definitivamente descubiertos en diciembre de 1973, cuando el Pioneer 10 pasó próximo al planeta.
En la actualidad, un total de ocho sondas espaciales han pasado próximas a Júpiter, todas contribuyendo al conocimiento moderno de la magnetosfera del planeta. La primera sonda espacial que obtuvo información fue el Pioneer 10, en diciembre de 1973, el cual pasó a 2,9 Rj del centro del planeta, y confirmó la existencia del campo magnético jupiteriano. El Pioneer 11 visitó Júpiter un año después, utilizando una trayectoria totalmente inclinada, con una aproximación de cerca de 1,6 Rj. El Pioneer 11 proveyó, hasta ese entonces, de una mejor cobertura de la región interna del campo magnético. Los niveles de radiación en Júpiter fueron diez veces mayores de lo que los diseñadores del Pioneer habían predicho, temiendo que la sonda no pudiera resistir en este ambiente hostil. Sin embargo, la sonda fue capaz de pasar a través de las corrientes de radioactividad, en gran parte a causa de que la magnetosfera de Júpiter había «saltado» ligeramente hacia arriba, alejándose de la dirección de esta. Sin embargo, el Pioneer 11 perdió la mayor parte de las imágenes de Ío, debido a que la radiación hizo que su polarímetro (el cual controla las cámaras de la sonda) recibiese un número de comandos espurios. A causa de este imprevisto, las sondas Voyager tuvieron que ser rediseñadas con tal de que pudieran manejar los altos niveles de radioactividad existentes alrededor del planeta.
Las sondas Voyager 1 y Voyager 2 efectuaron su aproximación a Júpiter en 1979 y en 1980, respectivamente, cruzando casi a lo largo de su plano ecuatorial. El Voyager 1, que pasó a 5 Rj del centro del planeta, descubrió el toro del plasma de Ío. El Voyager 2 pasó a 10 Rj, y descubrió la corriente de plasma en el plano ecuatorial. La próxima sonda en aproximarse a Júpiter fue el Ulysses, en 1992, que investigó las regiones polares de la magnetosfera jupiteriana. La sonda Galileo, que orbitó Júpiter entre 1995 y 2003 , mejoró la cobertura extensiva del campo magnético de Júpiter próximo al plano ecuatorial a distancias de hasta 100 Rj. Entre las regiones estudiadas, estaban la cola magnética y los sectores del amanecer y atardecer del sol en la magnetosfera. A pesar de que Galileo resistió con éxito dentro del ambiente hostil radioactivo alrededor de Júpiter, la sonda experimentó algunos problemas técnicos asociados con este ambiente. En particular, el giroscopio de la nave espacial, muchas veces mostró errores. Un número frecuente de ocasiones, arcos eléctricos tuvieron lugar entre las partes giratorias de la sonda y en la parte no giratorias, causando que la sonda entrase en modo seguro, trayendo consigo la pérdida total de la información de las órbitas 16a, 18a, y 33a. La radiación también causó transferencias de fase en el oscilador de cuarzo ultraestable de la sonda. Cuando el Cassini-Huygens pasó próximo a Júpiter en 2000, la sonda efectuó diversas medidas en coordinación con el Galileo. La última sonda en visitar Júpiter fue la New Horizons en 2007, que llevó a cabo una investigación de la cola magnética jupiteriana, viajando hasta 2 500 Rj dentro de esta última.
La cobertura de la magnetosfera jupiteriana continúa siendo muy inferior respecto a la existente del campo magnético terrestre. Misiones futuras, tales como Juno, son importantes para aumentar el conocimiento del funcionamiento de los procesos existentes en la magnetosfera de Júpiter. En 2003, la NASA llevó a cabo un estudio de concepto llamado Human Outer Planets Exploration (HOPE, Exploración Humana de los Planetas Exteriores), con tal de iniciar una futura exploración del exterior del sistema solar. La posibilidad de construir una base en Calisto es tentadora, gracias a los bajos niveles de radioactividad existentes en el satélite (debido a su distancia en relación con Júpiter) así como también por su estabilidad geológica. Calisto es el único satélite jupiteriano en el que la exploración humana es posible. Los niveles de radiación ionizante en Ío, Europa o Ganímedes son demasiado altas para los humanos y la protección adecuada para estos lugares todavía no existe.